# スペースX CRS-2
スペースX CRS-2はスペースXのドラゴン無人宇宙補給機。SpX-2ともよばれる。同社の打ち上げた4機目のドラゴンであり、ファルコン9v1.0の第2段の5回目であり最後に飛行で、NASAとの商業軌道輸送サービス契約の運用2号機であった。
打ち上げは2013年5月1日に行われた。軌道到達までに姿勢制御系スラスターポッドに関連する小さな技術的問題が起こったが、回復させることに成功した。2013年3月26日10時56分(GMT)にステーションから係留を解除され、同日16時34分に太平洋上に着水した。

## 経緯
ファルコン9の第1段のテキサスからフロリダの発射場への出荷計画はCRS-1の飛行中におきたエンジン故障の原因究明が行われていたため遅延した。2012年11月、CRS-2ファルコン9がケープカナベラル空軍基地へ輸送されたことが報告され、到着後、2013年2月25日に静止点火試験が行われた。
ISSへの非与圧貨物の輸送を可能にするドラゴンの非与圧貨物室は、この飛行で初めて利用された。この貨物には熱遮断サブシステム把持用取っ手2機が積まれていた

## 搭載貨物
CRS-2は打ち上げ時、全体重量が677 kgであり、輸送機自体の重量を除くと575kgであった。クルーへの補給81kg、化学実験関連用品が348kg、ステーション用機材設備135kgなどが詰まれており、この中にはロックバンドサーティー・セカンズ・トゥ・マーズのアップ・イン・ジ・エアー のコピーCDが含まれており、2013年3月18日のNASA TVのステーションからの放送時にISSでかけられた。2基の熱遮断サブシステム把持用取っ手(HRSGFs)は合計221kgであり、ISSへは外部貨物として非与圧区画で運ばれた。
降下時、全体重量が1370kgであり、輸送機自体の重量を除くと1210kgであった。クルー用品95kg、化学実験関連用品660kg、ステーション用機材設備401kg、宇宙遊泳用品38kgなどが積まれていた。

## 運用

### ランデブーまで

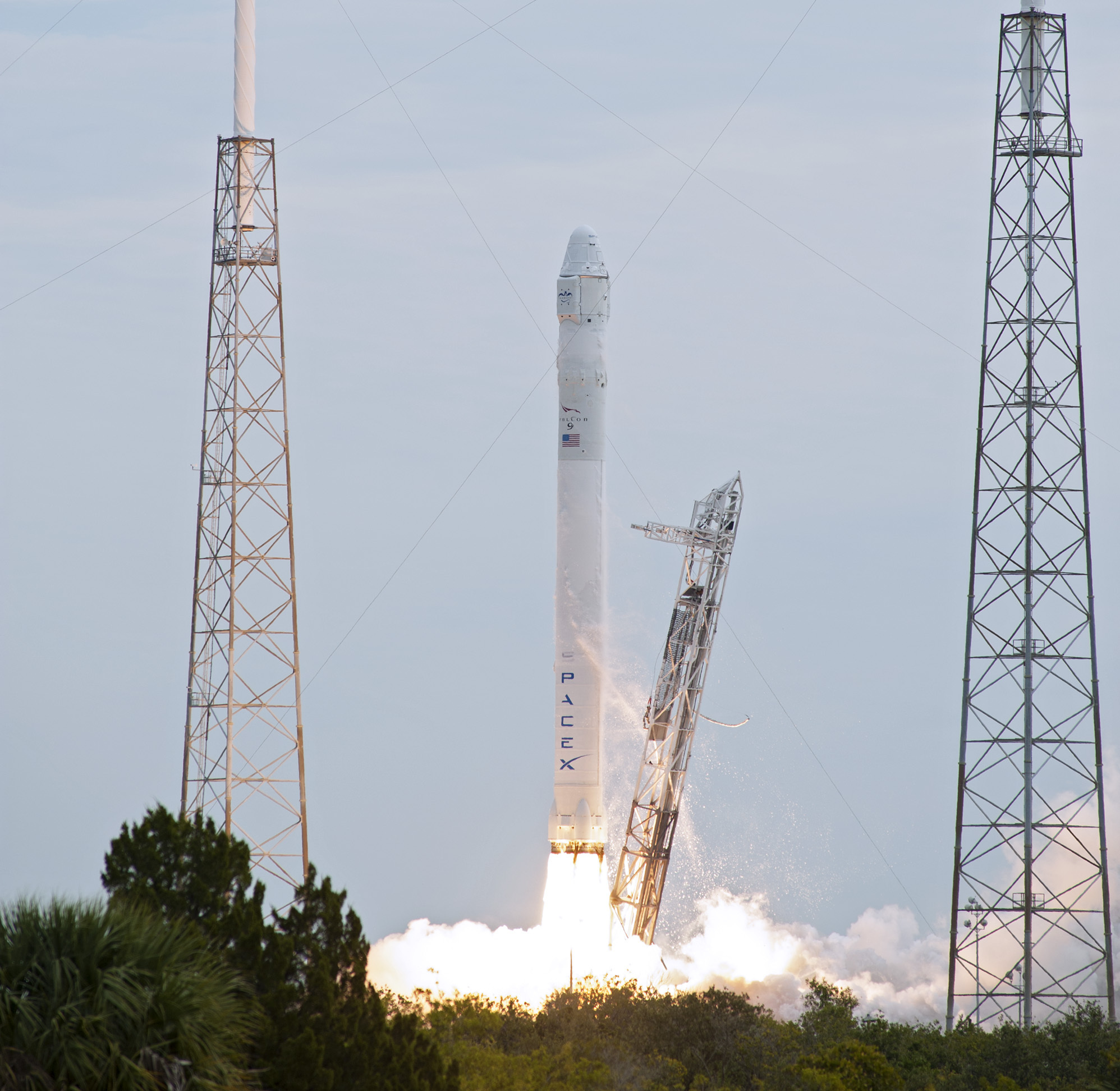
2013年3月1日のファルコン9の打ち上げ

第2段の分離直後、2013年3月1日15時45分(UTC)、ドラゴンは推進系に関連した技術問題に行き当たった。「ドラコロケットの4基のスラスターポッドの点火時、「3基のポッド」の液体燃料系である四酸化二窒素の不十分な加圧が機体に検出され、飛行コンピューターによって機体は受動的停止モードとなった。このモードでドラゴンはそれ以上の軌道操作ができなかった。スラスター系が無効にされ、ソーラーアレイ展開高度に到達していなかったためにソーラーアレイが展開されなかった。「ドラゴンは第2段との接触を避けるために、適切な高度状況以外でアレイを開かないようにプログラムされている。このルールはドラゴンがファルコン9のブースターから正しく分離されなかったときのシナリオのためのものである。
時間が進むにつれ、カリフォルニアのホーソーンのMCC-XのスペースXミッションコントロールのチームは作業し、問題の査定を開始した」
ミッションの初期、進行状況は切れ切れにソーシャルメディアなどを通して伝えられた。イーロン・マスクのTwitter更新により「ドラゴンスラスターポッドに問題、システムは4基のうち3基を初期化から妨げている。命令抑制無視について考えている」ということが明らかになった。16時12分、イーロン・マスクは「命令抑制無視」が発行され、ドラゴンは「オーストラリア地上局上空を通過しようとしている」と報告した。最初のソーラーアレイ展開は「最低2基のポッドが稼動していた時まで」行われた。スペースXのミッションコントロールは機体が能動的姿勢制御状態にないとはいえソーラーアレイの温度からアレイの展開を続行することにした。16時40分には「スラスターポッド3のタンク圧力は良い方向に向かっている。ソーラーアレイ展開の準備をしている。」とした。16時50分、ドラゴンはソーラーアレイの展開に成功した。
国際宇宙ステーションへの係留のためにはドラゴンの4基のうち3基のスラスターポッドは動作の必要があった。修正後、スペースXは4基のスラスターポッドの制御を取り戻し、ISSへの行程を修正できるようになった。イーロン・マスクは「オールシステムグリーン」とした。 NASAの広報は当初計画していた3月2日のISSとCRS-2のランデブーは行わないと述べた。代わりに3月3日にランデブーを行うこととなった。
ドラゴンは3月3日10時31分(UTC、東部時間5時31分)第34次長期滞在の司令であるケビン・A・フォードとNASAのフライトエンジニアトーマス・マーシュバーンの操作するカナダアーム2に把持され、13時56分(UTC、東部時間8時56分)にハーモニーモジュールの天底ポートに係留された。

### その後

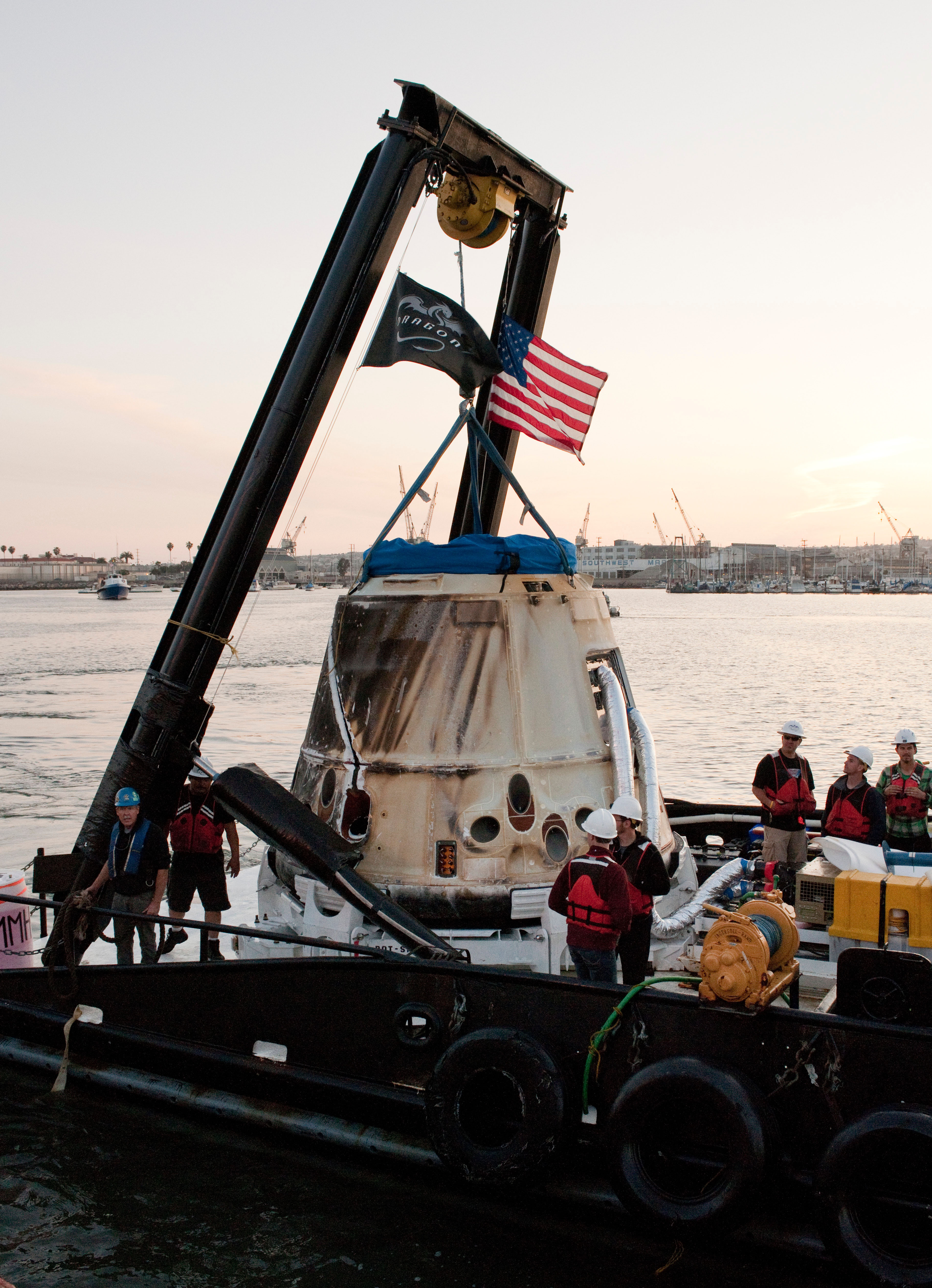
陸に運ばれたドラゴン、2013年3月27日

2013年3月6日、宇宙ステーションのカナダアーム2はドラゴンの貨物搭載部からHRSGFsを取り出した。これによって、商業宇宙機からISSへの非与圧区画での輸送が初成功となった。
地球への帰還はもともと3月25日に予定されていたが、太平洋の着水予定地点の近郊が悪天候のため3月26日に延期された。CRS-2の宇宙での日程の追加は、搭載されて帰還する予定の科学サンプルに影響を及ぼさなかった。
3月26日4時10分(EDT)、ドラゴンは地上管制の指令によってハーモニーからカナダアーム2から係留を解除された。6時56分(EDT)にはカナダアーム2から開放され、第35次長期滞在のクルーはCRS-2がゆっくりISSを発つように指令した。
ドラゴンは11時42分(EDT)にエンジンを点火し、大気圏に突入し、12時34分(EDT)に太平洋に着水した。スペースXのエンジニア、技術者、ダイバーのチームは機体と科学貨物をバハ・カリフォルニア沖で回収し、30時間かけてに岸へ運ばれた。

## 註